# 東所沢
東所沢（ひがしところざわ）は、埼玉県所沢市の町名。現行行政地名は東所沢一丁目から東所沢五丁目。郵便番号は 359-0021。

## 地理
所沢市内の東部、柳瀬地区に所属する。
JR武蔵野線東所沢駅の駅前周辺および北側を範囲とする。亀ヶ谷、坂之下、城、本郷、東所沢和田、新郷、日比田と隣接する。
町域内は同線の線路開通と同駅開業に伴って開発整備された市街地で、駅前通り沿いには店舗が林立し、住宅地には公園も多く点在する。駅北側に位置する一丁目より以下時計回りに線路南側の五丁目まで設置されている。町境南端に埼玉県道・東京都道179号所沢青梅線が通り、北側の町境は東川の流れに沿っている。
東所沢駅前通りの歩道には、全国初となるLEDで光る「イルミネーションマンホール」が28基設置されており、KADOKAWAに関連するアニメキャラクターが描かれている。2020年には所沢市と共同の都市開発事業である「COOL JAPAN FOREST構想」に基付き、ところざわサクラタウンが建設された。
2021年11月、東所沢商店組合が中心となり、「東所沢イルミネーション」としてクラウドファンディングが行われ、東所沢駅北ロータリーにイルミネーションが設置された。
光が丘駅から東所沢駅まで都営地下鉄大江戸線の延伸構想があり、開通した場合は駅から南側に向かって敷設される予定である。
駅周辺は住宅地が多く、離れるにつれ畑が多く広がる近郊農業地帯であるが、埼玉の東西を結ぶ主要道路となる浦和所沢バイパス沿いに位置しており、関越自動車道所沢インターチェンジまで3キロと物流上の要衝となっているため、インター周辺には大型物流倉庫が多く立ち並ぶ工業団地地域となっている。

### 河川
- 東川

橋梁
- 新日比田橋
- 日比田橋
- 稲荷橋
- 柳瀬橋

### 地価
住宅地の地価は、2015年（平成27年）1月1日の公示地価によれば、東所沢三丁目20番7の地点で16万4000円/m2となっている。

## 歴史
- 1889年（明治22年）4月1日 - 町村制施行に伴い、坂之下村、城村、南永井村、亀ヶ谷村、日比田村、本郷村が合併し、柳瀬村の村域となる。
- 1955年（昭和30年）4月1日 - 柳瀬村が所沢市・三ヶ島村と合併し、所沢市大字本郷、大字新郷、大字城となる。
- 1973年（昭和48年）4月1日 - 東所沢駅が日本国有鉄道（国鉄）の駅として開業[5]。
- 1986年（昭和61年）8月31日 - 区画整理に伴う町名・地番変更で大字亀ケ谷、大字下安松、大字城、大字新郷、大字本郷、大字松郷の各一部より東所沢が成立する[7]。
  - 東所沢一丁目、五丁目のほぼ全域と三丁目の南側が大字本郷、二丁目のほぼ全域と三丁目の東川沿いが大字新郷、三丁目の北側と四丁目のほぼ全域が大字城であった。

## 世帯数と人口
2017年（平成29年）9月30日現在の世帯数と人口は以下の通りである。
| 丁目         | 世帯数    | 人口     |
| ------------ | --------- | -------- |
| 東所沢一丁目 | 1,459世帯 | 2,953人  |
| 東所沢二丁目 | 2,265世帯 | 5,136人  |
| 東所沢三丁目 | 1,546世帯 | 3,215人  |
| 東所沢四丁目 | 435世帯   | 1,024人  |
| 東所沢五丁目 | 778世帯   | 1,572人  |
| 計           | 6,483世帯 | 13,900人 |

## 小・中学校の学区
市立小・中学校に通う場合の学区（校区）は以下の通り
| 町丁   | 番・番地       | 小学校                       | 中学校                       |
| ------ | -------------- | ---------------------------- | ---------------------------- |
| 東所沢 | 一・二・五丁目 | 所沢市立東所沢小学校         | 所沢市立柳瀬中学校（坂之下） |
| 東所沢 | 三・四丁目     | 所沢市立柳瀬小学校（坂之下） | 所沢市立柳瀬中学校（坂之下） |

## 交通

### 鉄道
- JR武蔵野線 - 東所沢駅

地内にJR東所沢電車区車庫が置かれている。

### 道路
- 埼玉県道・東京都道179号所沢青梅線
- 市道「東所沢中央通り」
- 市道「東所沢駅前通り」
- 市道「オリンピック道路」[注釈 1][9]

交差点
- 「東所沢中央」
- 「東所沢駅入口」
- 「東所沢小入口」
- 「柳瀬保育園入口」
- 「東所沢四」
- 「本郷」

バス
- 地内のバス停は、「東所沢一丁目」･「東所沢二丁目」･「東所沢三丁目」･「柳瀬公民館入口」･「本郷」（東所沢駅#バス路線も参照）

## 施設
教育
- 所沢市立東所沢小学校
- やなぎ児童館[10]

公共
- 東所沢駅前交番
- 所沢市東消防署柳瀬分署
- 新郷団地集会所
- 東所沢1丁目集会所
- 東所沢2丁目自治会館
- 東所沢3丁目自治会館
- 東所沢5丁目自治会館

公園
- 亀ヶ谷公園[11]
- 明改原公園[12]
- 新郷公園[13]
- 原中公園[14]
- 名古屋公園[15]
- 郷土窪公園[16]

寺社
- 亀ヶ谷神社

商業
- NTT所沢東電話交換センター
- 東所沢郵便局
- ビクセン本社